# Cryptanthus scaposus
Cryptanthus scaposus är en gräsväxtart som beskrevs av Edmundo Pereira. Cryptanthus scaposus ingår i släktet Cryptanthus, och familjen Bromeliaceae. Inga underarter finns listade i Catalogue of Life.